# Deadmau5
Joel Thomas Zimmerman (Niagara Falls, Ontario; 5 de enero de 1981), conocido por su nombre artístico deadmau5 (pronunciado «dead-mouse»), es un DJ, remezclador y productor discográfico canadiense de música house. Sus canciones se han incluido en álbumes recopilatorios como In search of sunrise 6: Ibiza y en el programa radial de Armin van Buuren A state of trance. Su álbum debut, Get scraped, se publicó en 2005, y fue sucedido por otros en los años posteriores.
Además de sus propios lanzamientos en solitario, deadmau5 ha trabajado junto a otros DJ, productores y músicos como Kaskade, Rob Swire de Pendulum, Wolfgang Gartner, Sofia Toufa, Skrillex, Steve Duda, Armin Van Buuren, Getter, The Neptunes, Rezz, Elderbrook, Gerard Way, Kiesza y Hayla. Es conocido por hacer sus presentaciones usando una máscara de cabeza de ratón (llamada mau5head), cuya forma creó cuando aprendía a utilizar un programa de gráficos 3D. Esta máscara ha aparecido en diferentes colores y diseños, y se ha incluido en las portadas de la mayoría de los álbumes de Zimmerman. Actualmente está en la posición 65 de mejores DJ del mundo, según el ranking de 2022 de la revista DJ Magazine.

## Biografía

### Infancia y adolescencia
Zimmerman nació en la ciudad canadiense de Niagara Falls (Ontario). Su madre, Nancy, es una artista visual; y su padre, Rodney Thomas Zimmerman, un trabajador de una planta de General Motors. Tiene ascendencia alemana, suiza e inglesa. Recibió su primer teclado para Navidad, cuando era un adolescente. Su carrera comenzó en la década de 1990.

### Inicios
En el año 2006, se terminaron tres recopilaciones autopublicadas: Project 56, Deadmau5 circa 1998-2002 y A little oblique. El primero tuvo su publicación oficial en febrero de 2000
Las canciones «Just before 8bit» y «Get Scraped» de Project 56 se incluyeron en el álbum debut de Zimmerman, Get scraped (2005), y fueron renombradas con los títulos «8bit» y «Try again», respectivamente. El álbum incluye pistas de una variedad de géneros, incluyendo IDM, ambient/downtempo, noise pop y trip hop. Las canciones «Bored of Canada», «Intelstat» y «I forget» reaparecen en este álbum, así como «The Oshawa connection» de Deadmau5 circa 1998-
En 2007, Zimmerman creó su propia compañía discográfica, llamada mau5trap, la que —junto con Ultra Records y Ministry of Sound— publicó en 2008 el álbum Random album title, que contó con la colaboración de Deadmau5 y el productor Kaskade en la canción «I Remember». Random Album Title se publicó a través de Ultra Records en Estados Unidos y a través de Ministry of Sound en Reino Unido y Europa. Las copias físicas del disco se publicaron en noviembre de 2008.
En Estados Unidos, la colaboración entre Deadmau5 y Kaskade «Move For Me» alcanzó el número 1 en la lista musical Dance/Mix Show Airplay de la revista Billboard, en su edición del 6 de septiembre de 2008. Desde entonces, Deadmau5 ha conseguido que tres de sus canciones (todas colaboraciones: «Move For Me» y «I Remember» con Kaskade y «Ghosts 'n' Stuff» con Rob Swire) alcancen el número 1 en la lista Dance/Mix Show Airplay de Billboard, lo que lo convierte en el único canadiense en lograr esto.
En 2009, fue el artista con mayores ventas en Beatport, con más de treinta mil descargas digitales de sus sencillos «Not Exactly», «Faxing Berlin» y «Ghosts 'n' Stuff».
En 2021, funda un nuevo sello discográfico llamado hau5trap y libera su primera colaboración REZZ en Hypnocurrency.

### For lack of a better name

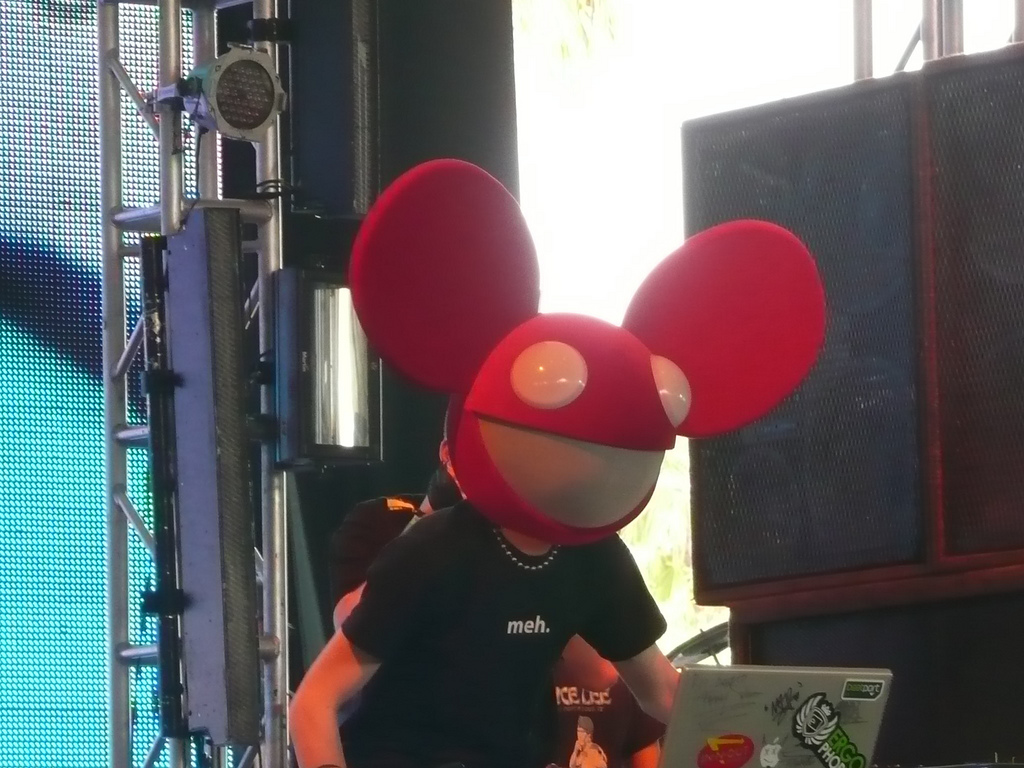
Deadmau5 durante la edición 2008 del festival Coachella

En su página oficial de MySpace se publicó información sobre su álbum For lack of a better name:

El 22 de septiembre de 2010 (solo en EE. UU., la fecha para el resto del mundo del sería es el 5 de octubre) deadmau5 publicará su nuevo álbum, la sensación de la música electrónica nominada al Grammy y ganadora del premio Juno que ha alcanzado más de cinco millones de visitas en MySpace lanzará su segundo álbum para ULTRA Records —titulado For lack of a better name— y luego presentará una enorme gira de otoño por Norteamérica.

En el segundo semestre de 2009, las presentaciones de Deadmau5 se grabaron y se pusieron a la venta inmediatamente después del concierto en formato de memorias USB.
For lack of a better name incluye dos de las canciones más populares de Zimmerman: «Ghosts 'n' stuff» (con Rob Swire) y «Strobe».

### Reconocimiento de MTV
MTV nombró a Deadmau5 como el DJ de los MTV Video Music Awards 2010 y como el artista MTV Push de la semana el 16 de agosto de 2010. Agradeció a Lady Gaga y David Guetta por llevar la música dance al mundo de la música pop, y por pavimentarle el camino a él hacia el éxito. En los premios, Deadmau5 se presentó junto con Jason Derulo y Travie McCoy. Su canción «Ghosts 'n' stuff» antes había sido incluida en la banda sonora del reality show de MTV Jersey Shore.

### 4x4=12
Su quinto álbum de estudio, titulado 4x4=12, se publicó el 6 de diciembre de 2010 en el Reino Unido y al día siguiente en Estados Unidos. Se publicaron los sencillos «Some chords», «Animal rights», «Sofi needs a ladder» y «Raise Your Weapon». «Some chords» se incluyó en un episodio de la serie CSI: crime scene investigation, donde Deadmau5 actuó como invitado, y una versión instrumental de «Sofi needs a ladder» apareció en la película The hangover part II.

### > album title goes here <

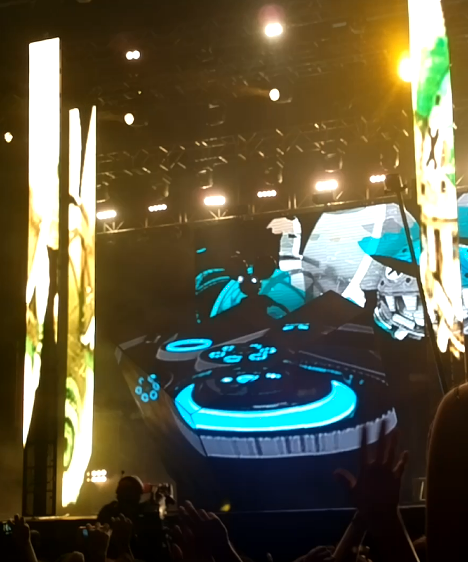
Deadmau5 presentando en vivo su canción «Professional griefers» en el festival Lollapalooza Chile 2013, en Santiago.

El 9 de agosto de 2012, Deadmau5 anunció el que sería su sexto álbum de estudio, > album title goes here <, que se publicó el 24 de septiembre de ese mismo año. Los sencillos de este álbum incluyen a «Maths», «The Veldt» (con Chris James) y «Professional Griefers», que contó con la colaboración de Gerard Way, vocalista de la banda My Chemical Romance.
En marzo de 2013, Deadmau5 publicó el videoclip de «Telemiscommunications» (con Imogen Heap), una de las canciones más intimistas de > album title goes here <.

### While (1<2)
El 7 de enero de 2014, Zimmerman anunció a través de su cuenta de Twitter que había terminado su nuevo álbum. "En otras noticias... Hoy terminé mi álbum. 2 discos. 2 mezclas continuas. 25 pistas. Y algo de lo que estoy orgulloso".
El 10 de mayo de 2014, Deadmau5 reveló el título de material While (1<2), el cual se lanzó el 17 de junio de 2014. También reveló la carátula del álbum.
Deadmau5 explicó que aunque el álbum será lanzado más tarde de lo planeado, piensa que "la espera valdrá la pena", también explicó que es el primer álbum que lo llamaría álbum comparado a sus anteriores lanzamientos que cataloga como "compilaciones."
También informó que quienes preordenen el álbum, a partir del 20 de mayo, recibirán el primer sencillo Avaritia, el cual fue originalmente lanzado como parte de su EP publicado a través Soundcloud Seven Deadly Sins.

### Trabajando su nuevo estudio y el anuncio del nuevo álbum de 2016
En julio de 2015, un usuario de Twitter le preguntó si todavía seguía haciendo música, a lo que Deadmau5 responde:
“El plan es que, cuando el estudio esté terminado en otoño, regresaré en invierno a hibernar en el estudio. Yo creo debería tener un nuevo álbum listo para enero.

### «Snowcone»
A la mitad de 2016, Deadmau5 estreno su nuevo sencillo "Snowcone" subido a YouTube por mau5trap.
El 23 de mayo de 2016, Deadmau5 anunció que habían hackeado su cuenta de Soundcloud. Lo avisó el grupo "OurMine", que le dijo que estaban probando las medidas de seguridad. Hasta el momento, la cuenta esta inaccesible, por lo que las canciones nuevamente están eliminadas.
En el mes de agosto, Deadmau5 revela su quinta entrega del álbum recopilatorio: "We Are Friends", y se revela un nuevo sencillo y la primera pista del álbum "Saved".

### El nuevo álbum:W:/2016ALBUM
El 4 de noviembre de 2016, a través de la cuenta de Twitter de sello mau5trap, se confirma que el nombre es W:/2016ALBUM/ y también es confirmada la carátula del álbum. La fecha de lanzamiento fue el 2 de diciembre del mismo año.
El 11 de noviembre de 2016, la cuenta oficial en Twitter de mau5trap subió un corto vídeo de 20 segundos en donde se anuncia la "lista de canciones del álbum". Se reveló que tendrá 11 canciones, entre ellas: "2448", "4ware", "Cat Thruster", "Glish", "Imaginary Friends", "Let Go (feat Grabbitz)", "Deus Ex Machina", "No Problem", "Snowcone", "Three Pound Chicken Wing" y "Whelk Then".

### Stuff I Used To Do
El 7 de enero de 2017, Zimmerman anunció una compilación de su trabajo anterior que va desde los años 1998 a 2007 en Twitter, llamado "Stuff I Used To Do". Zimmerman también declaró que la compilación sería lanzada en febrero de ese año. [37] El 24 de febrero de 2017, Zimmerman lanzó una versión limitada de Stuff I Used To Do en WeTransfer. La edición, disponible hasta el 3 de marzo, presentó solo 13 pistas, en lugar de 16 para el álbum completo. Algunas de las pistas incluyen "Messages From Nowhere", "HaxPigMeow" (originalmente llamado "Get In the Pig Meowingtons"), "Long Walk Off to Short Pier", y una mezcla alternativa de "Creep" from while (1 <2) . [38] El álbum fue lanzado oficialmente en mau5trap una semana después, el 3 de marzo de 2017. [38]
El 25 de marzo de 2017, Zimmerman comenzó una gira con su nuevo set de escenario "Cube 2.1" titulado "Lots of shows in a row" para promocionar el lanzamiento de W: / 2016ALBUM. [39] Zimmerman recorrió América del Norte durante dos meses, antes de recorrer el resto del mundo a partir del 3 de junio de 2017 y Canadá a partir del 6 de octubre de 2017, y la gira concluyó el 31 de octubre de 2017.
El 25 de agosto de 2017, Zimmerman lanzó un sencillo independiente titulado "Legendary", con voces invitadas del rapero Shotty Horroh. [40] Un video musical de la canción fue lanzado en el canal de YouTube de mau5trap el 11 de septiembre de 2017. [41]

### mau5ville level: 1
El 13 de julio de 2018, Joel lanzó el álbum llamado "mau5ville level: 1" el cual recoge sus nuevas producciones junto a Rob Swire, Getter y nothing,nowhere y GTA más varios remixes. El álbum contiene las siguientes canciones:
- Monophobia feat. Rob Swire
- All is Lost feat. Getter & nothing,nowhere
- Something Like feat. GTA
- Monophobia (Rinzen Remix)
- Monophobia (ATTLAS Remix)
- Monophobia (Latroit Extended Remix)
- Nyquist
- Monophobia (Extended Mix)

### mau5ville level: 2
El 16 de noviembre de 2018, Deadmau5 lanza el álbum "mau5ville level: 2" como continuación de su anterior álbum "mau5ville level: 1". Este segundo posee nuevas canciones por parte de Deadmau5 y la colaboración de Mr. Bill, Chris Lorenzo, Monstergetdown, Gallya y Lights. El álbum contiene las siguientes canciones:
- Drama Free ft. Lights
- Drama Free ft. Lights (Chris Lorenzo Remix)
- 10.8
- GG
- GG (Gallya Remix)
- GG (Monstergetdown Remix)
- Sunlight ft. Gallya
- Boui ft. Monstergetdown
- Drama Free (Extended Instrumental)

### here's the Drop!
Luego que en marzo del 2018, donde Deadmau5 había lanzado el álbum recopilatorio llamado: "where's the drop?" donde reintepreto alguna de sus canciones de manera orquestal fusionando con la electrónica sin tener bases rítmicas, en septiembre del 2019, Deadmau5 publicó en su Twitter un adelanto de un "álbum" llamado: "here the drop!". Hasta el momento, no se ha hablado nada acerca de este proyecto, por lo que los fanes especulan que puede ser un álbum de remixes de algunas de sus canciones (porque se muestra una supuesta captura de un tracklist "oficial" en las redes sociales), otros dicen que podría ser su noveno álbum de estudio. La fecha de lanzamiento será el 4 de octubre de 2019 en plataformas digitales y se desconoce la fecha de lanzamiento para formato físicos.

## Discografía
Álbumes de estudio
- Get scraped (2005)
- Vexillology (2006)
- Random Album Title (2008)
- It Sounds Like (2009)
- For Lack of a Better Name (2009)
- 4x4=12 (2010)
- > album title goes here < (2012)
- while(1<2) (2014)
- W:/2016ALBUM/ (2016)
- where's the drop? (2018)
- mau5ville: Level 1 (2018)
- mau5ville: Level 2 (2018)
- mau5ville: Level 3 (2019)
- here's the drop! (2019)
- Kx5 (2023)
- Some EP (2024)

## Apariciones
- Aparece en un Cameo junto con su canción "Petting Zoo" en el Videojuego Goat Simulator, además de que se incluyó la máscara (en el juego como "Deadgoa7") como coleccionable
- En Grand Theft Auto: Chinatown Wars se puede sintonizar una radio dedicada completamente a sus canciones.
- En Watch Dogs, uno de los antagonistas secundarios del juego es un hacker y DJ conocido como Def4lt, que lleva una máscara de ratón parecida a la de deadmau5.
- En Rocket League, tiene su propio sombrero coleccionable en forma de mau5head.
- En PUBG, tuvo una caja especial con items dedicados a deadmau5 por el Prime Day y Twitch Prime.
- En The Muppets Mayhem, serie de Disney Plus tuvo aparición en una escena.

## Ranking DJmag
| DJ       | 2008 | 2009 | 2010 | 2011 | 2012 | 2013 | 2014 | 2015 | 2016 | 2017 | 2018 | 2019 | 2020 | 2021 | 2022 | 2023 | 2024 |
| -------- | ---- | ---- | ---- | ---- | ---- | ---- | ---- | ---- | ---- | ---- | ---- | ---- | ---- | ---- | ---- | ---- | ---- |
| Deadmau5 | 11.º | 6.º  | 4.º  | 4.º  | 5.º  | 12.º | 16.º | 25.º | 31.º | 49.º | 59.º | 71.º | 64.º | 52.º | 65.° | 65.° | 67.° |